# Domenico Grimani

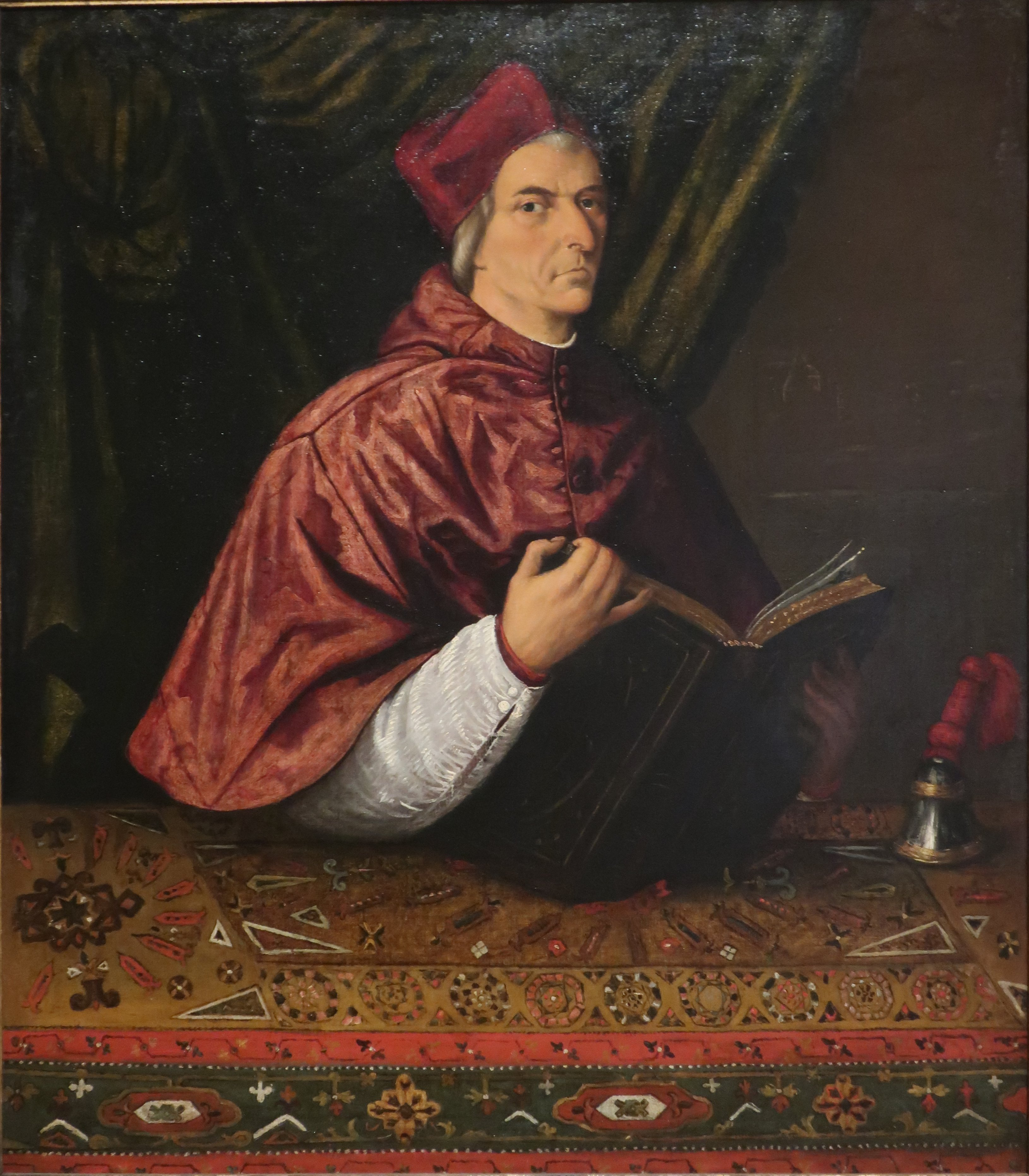
Kardinal Domenico Grimani

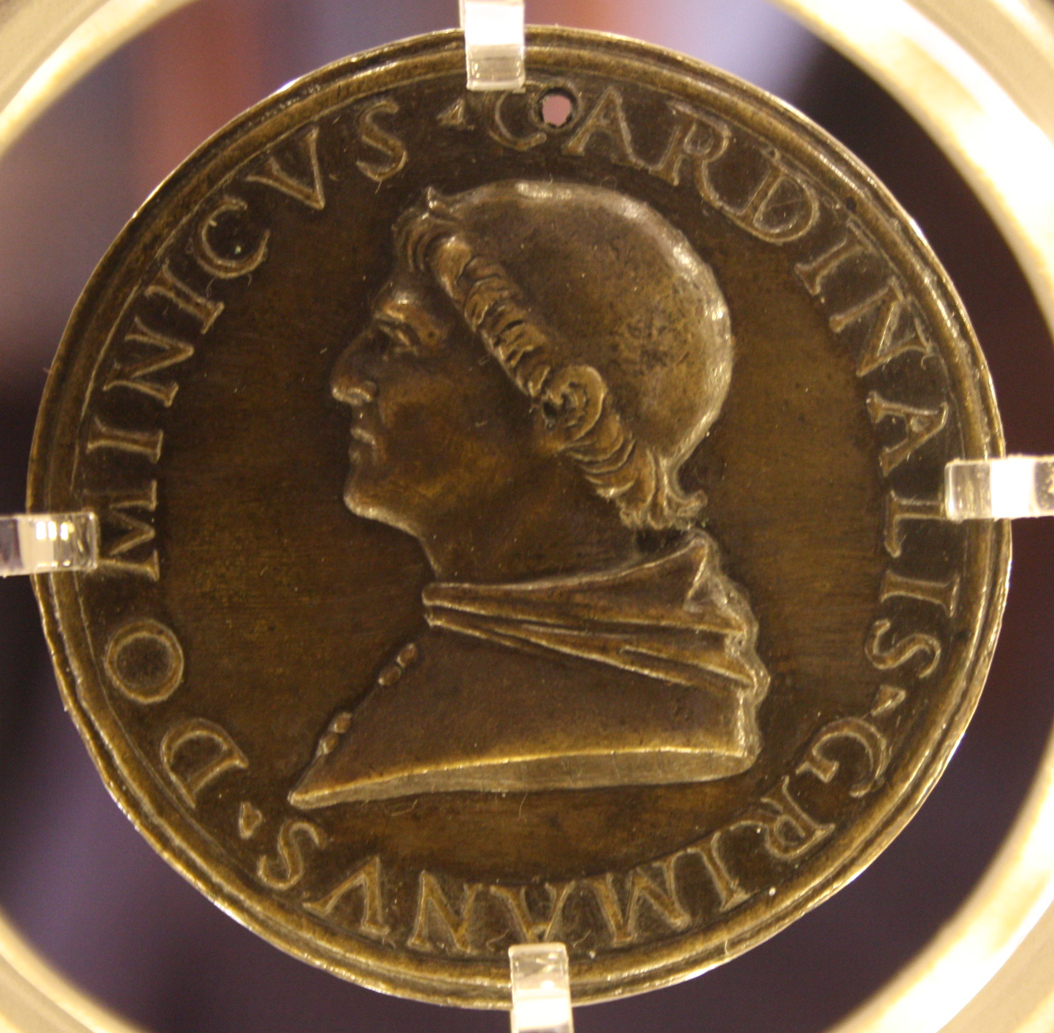
Medaille mit dem Bildnis des Domenico Kardinal Grimani

Domenico Grimani (* 19. Februar 1461 oder 22. Februar 1461 in Venedig; † 27. August 1523 in Rom) war Patriarch von Aquileia, Kardinal und ein bedeutender Mäzen und Kunstsammler.

## Leben
Domenico Grimani wurde als Sohn des späteren Dogen Antonio Grimani und der Caterina Loredan geboren. Die Grimani gehörten zu den „Case Nuove“ des Patriziats von Venedig.
Schon in früher Jugend zeigte er ein starkes Interesse an den humanistischen Wissenschaften, auch für Studien der hebräischen Sprache. Seine erste Ausbildung erhielt er in Venedig, bevor er zu weiteren Studien nach Padua und Florenz ging. Dort lernte er Lorenzo il Magnifico und die Humanisten Angelo Poliziano und Giovanni Pico della Mirandola kennen. 1491 wurde Grimani Apostolischer Sekretär und Protonotar. Im Konsistorium vom 20. September 1493, im Alter von 32 Jahren, erhob ihn von Papst Alexander VI. zum Kardinal, worauf Grimani drei Tage darauf als Kardinaldiakon von San Nicola in Carcere installiert wurde. Von dieser Zeit an hielt er sich abwechselnd in Rom und in Venedig auf. 1497 ernannte ihn der Papst zudem zum Patriarchen von Aquileia, eine Würde, die er bis 1517 innehatte. In Rom war Kardinal Grimani befreundet mit dem späteren Papst Julius II. (1503–1513).
1499 geriet seine Familie in politische Schwierigkeiten. Sein Vater, der gegen seinen Willen zum Generalkapitän der Flotte ernannt worden war, erlitt gegen die Türken bei Zonchio eine schwere Niederlage und wurde vor dem Großen Rat Venedigs des Hochverrats angeklagt. Antonio Grimani entzog sich der Vollstreckung eines Urteils durch Flucht zu seinem Sohn nach Rom. Erst 1510 – im Zuge der Bedrohung Venedigs durch die Liga von Cambrai – wurde er rehabilitiert und konnte nach Venedig zurückkehren, wo er 1521 zum Dogen gewählt wurde. Domenico Grimanis kirchlicher Aufstieg setzte sich indessen weiter fort. Nach seiner Bischofsweihe am 25. April 1498 wurde er an Weihnachten 1503 zum Kardinalpriester von San Marco (1503–1523) ernannt. Unter Papst Julius II. stieg er 1508 in die Klasse der Kardinalbischöfe auf. Als solcher hatte er nacheinander die Suburbikarischen Sitze von Albano (1508–1509), Frascati (1509–1511) und zuletzt Porto (ab 1511) inne, womit er zugleich zum Subdekan des Kardinalskollegiums (1511–1523) avancierte.

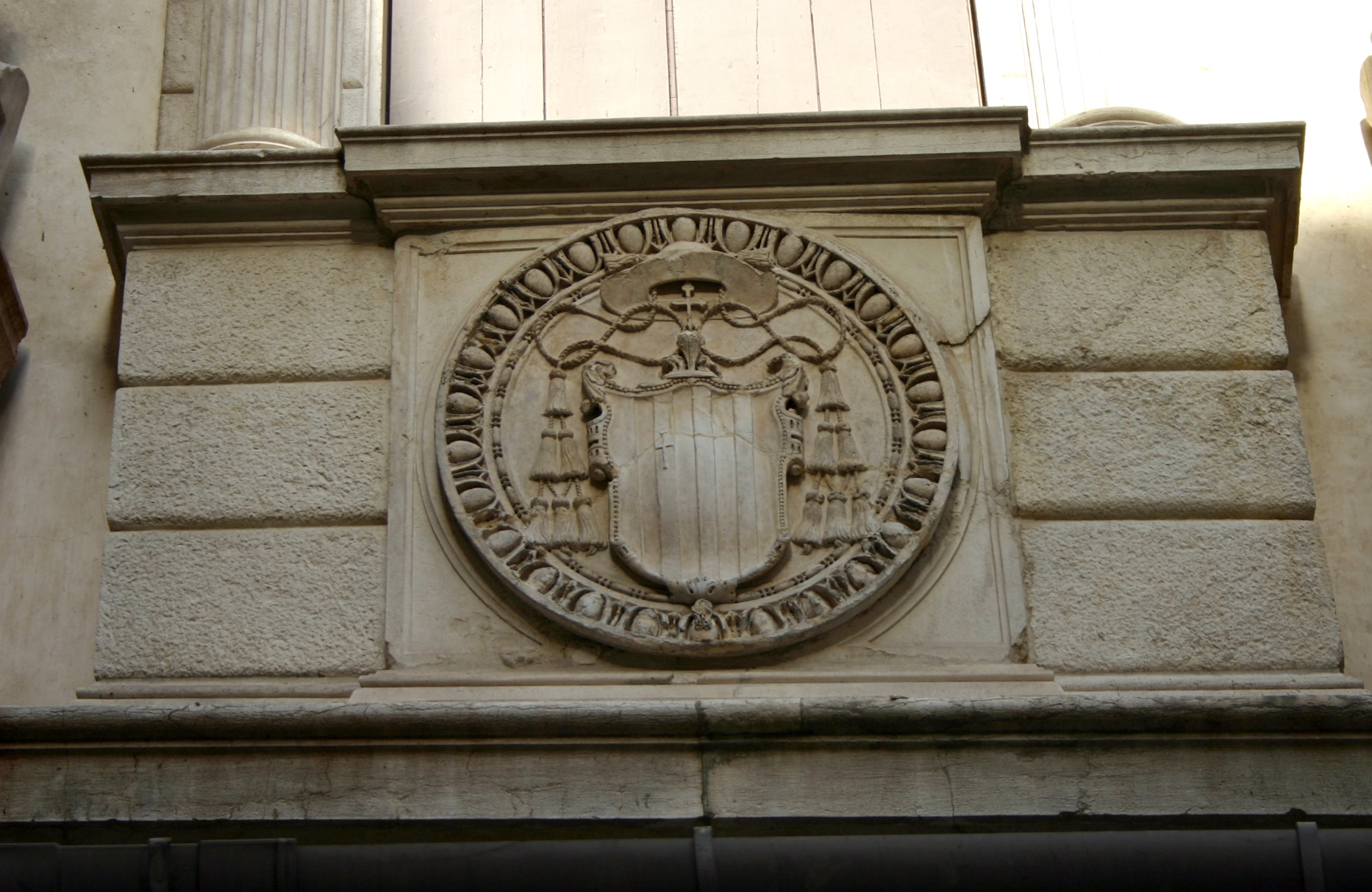
Kardinalswappen am Palazzo Grimani a Santa Maria Formosa, Venedig

In Rom erwarben die Grimani ein Grundstück zum Bau eines Palastes in der Nähe der heutigen Piazza Barberini. Im Zuge der Ausschachtungsarbeiten kamen zahlreiche antike Funde zum Vorschein, die den Grundstock zu Grimanis Antikensammlung bildeten. Er sammelte Münzen und Medaillen, Gemmen und Kameen sowie Skulpturen. Andere Stücke kamen durch den im Rom der Zeit florierenden Antikenhandel in die Sammlung. Außerdem gab es eine bedeutende Bibliothek mit alten Manuskripten und Kodizes, die der Kardinal dem Kloster San Antonio di Castello in Venedig schenkte, das 1687 durch einen Brand teilweise zerstört wurde. Eine weitere Bücher- und Kunstsammlung war in einem Palast der Grimani in der Nähe von Santa Maria Formosa in Venedig untergebracht, wo vor allem Handschriften und Gemälde aus den Niederlanden aufbewahrt wurden. 1489 erwarb Domenico Grimani das kostbare sogenannte Grimani-Brevier, das er der Republik Venedig zum Geschenk machte. Dieses, um 1515 von der Werkstatt Simon Benings nach dem Vorbild der Très Riches Heures illuminierte Breviarium Grimani befindet sich seit 1797 in der Biblioteca Marciana in Venedig.
Kurz vor seinem Tod vermachte Domenico Grimani in einem Testament die Sammlung – bis auf wenige Stücke für seinen Neffen Marino Grimani – der Republik Venedig. Die Serenissima ließ – trotz der Proteste eines leer ausgegangenen Erben – die Sammlung nach Venedig bringen, wo sie zunächst im Kloster Santa Chiara auf der Insel Murano untergebracht wurde. Nachdem das Testament wegen seiner Abfassung außerhalb des Territoriums der Serenissima erfolgreich angefochten worden war, wurde sie bis auf wenige Stücke, die im Dogenpalast ausgestellt wurden, an die rechtmäßigen Erben zurückgegeben. Diese antiken Statuen aus dem Besitz Grimanis bildeten den Grundstock für Venedigs hervorragende Antikensammlung, die heute im Museo Correr zu bewundern ist.